# Rudolf Sprung
Rudolf Sprung (* 16. September 1925 in Hornbostel; † 18. März 2015 in Goslar) war ein deutscher Politiker (CDU). Er war von 1969 bis 1994 Mitglied des Deutschen Bundestages und von 1983 bis 1987 Parlamentarischer Staatssekretär beim Bundesminister für Wirtschaft.

## Leben

### Ausbildung, Beruf, Familie
Sprung nahm von 1943 bis 1945 als Soldat am Zweiten Weltkrieg teil. Nach der Entlassung aus der Kriegsgefangenschaft bestand er 1946 das Abitur und absolvierte anschließend ein Studium der Volkswirtschaftslehre in Göttingen, welches er 1949 als Diplom-Volkswirt beendete. Danach war er als wissenschaftlicher Assistent an der Universität Göttingen tätig. 1952 erfolgte hier seine Promotion zum Dr. rer pol. mit einer Arbeit zum Geldumlauf „Umlaufsgeschwindigkeit und Multiplikator“. Er trat dann als Direktionsassistent in die Hauptverwaltung der Friedrich Krupp AG ein, wechselte aber schon 1953 in das Bundesministerium der Finanzen. Hier gehörte er der deutschen Delegation für die Verhandlungen über die Errichtung der EWG und der Euratom an. Von 1958 bis 1963 war Sprung stellvertretender Direktor der Europäischen Investitionsbank in Brüssel. Nach seinem Ausscheiden aus dem öffentlichen Dienst war er von 1963 bis 1983 persönlich haftender Gesellschafter einer Großhandlung in Goslar.
Rudolf Sprung hat fünf Kinder, fünf Enkelkinder und zwei Urenkelkinder.

### Partei & Mandat
Sprung beantragte am 24. März 1943 die Aufnahme in die NSDAP und wurde zum 20. April desselben Jahres aufgenommen (Mitgliedsnummer 9.535.236). Er war seit 1960 Mitglied der CDU. Lange Jahre war er Vorsitzender des CDU-Kreisverbandes Goslar und des CDU-Landesverbandes Braunschweig. Hier war er von 1980 bis 1982 stellvertretender Vorsitzender des Finanzausschusses und von 1982 bis 1983 Vorsitzender der Arbeitsgruppe Wirtschaft der CDU/CSU-Bundestagsfraktion. Rudolf Sprung war ab 1983 stets als direkt gewählter Abgeordneter des Wahlkreises Goslar und zuvor jeweils über die Landesliste Niedersachsen in den Bundestag eingezogen.

### Öffentliche Ämter
Am 29. März 1983 wurde Sprung als Parlamentarischer Staatssekretär beim Bundesminister für Wirtschaft in die von Bundeskanzler Helmut Kohl geführte Bundesregierung berufen. Nach der Bundestagswahl 1987 schied er am 12. März 1987 aus dem Amt.